# Vladimir Bontch-Brouïevitch
Vladimir Dmitrievitch Bontch-Brouïevitch (en russe : Влади́мир Дми́триевич Бонч-Бруе́вич ; né le 28 juin 1873 à Moscou et mort le 14 juillet 1955 à Moscou) est un politicien, ethnographe et écrivain soviétique, ancien bolchévique (1895) et secrétaire de Lénine après la révolution de 1917.

## Biographie
Vladimir Dmitrievitch Bontch-Brouïevitch est né le 29 juin 1873 à Moscou dans l'Empire russe. Son père était arpenteur-géomètre, originaire de la noblesse du gouvernement de Moguilev. En 1883, il entre dans la classe préparatoire de l'Institut Constantin à Moscou. De 1884 à 1889, il étudie à cet institut pour devenir géomètre-expert. À cause de ses discours auprès des étudiants, il est expulsé et exilé à Koursk.
Il s'est particulièrement intéressé à l'étude des minorités religieuses dissidentes (sectes) en Russie, habituellement persécutées à des degrés divers, à la fois par l'Église orthodoxe et le gouvernement tsariste. À la fin des années 1890, il collabore avec Vladimir Tchertkov et Léon Tolstoï, en particulier pour l'organisation de l'émigration des Doukhobors au Canada en 1899. Bontch-Brouïevitch effectue le voyage avec les Doukhobors et reste ensuite une année avec eux durant laquelle il travaille à l'enregistrement de leurs traditions orales, notamment les « psaumes » des Doukhobors. L'ensemble est publié en 1909 sous le titre Livre de la Vie des Doukhobors (en russe : « Животная книга духоборцев », Jivotnaïa Kniga Doukhobortsev),.
Il revient à Moscou en 1892 et rejoint l'Union des travailleurs de Moscou. En 1894, il travaille dans la maison d'édition de P.K. Prianichnikov. En 1895, il participe aux travaux du Parti social-démocrate. En 1896, émigre en Suisse et organise l'envoi de littérature révolutionnaire et des équipements d'impression en Russie. En Suisse, il rencontre Lénine. Il étudie à la faculté de physique de l'Université de Zurich.
De 1903 à 1905, il est chef du Comité central du parti social-démocrate en exil à Genève et il est l'un des fondateurs des archives du Comité central. En 1904, il publie un magazine social-démocrate. En 1905, il retourne en Russie et travaille pour le journal Novaïa Jizn. En 1905, il participe à la préparation d'un soulèvement armé à Saint-Pétersbourg et organise des entrepôts clandestins d'armes.
De 1906 à 1907, il est secrétaire et membre du comité de rédaction de la revue Nacha mysl (Notre pensée). Entre 1908 et 1918, il dirige la maison d'édition bolchévique Jizn i Znanie (Жизнь и знание, Vie et Savoir). En 1912, il est membre du comité de rédaction du journal Pravda. Il est arrêté à plusieurs reprises mais pas poursuivi. En 1917, il devient membre du comité exécutif du Soviet de Pétrograd.
En 1917, devient directeur des affaires du Conseil des Commissaires du Peuple jusqu'en octobre 1920. De décembre 1917 à mars 1918, il est président du Comité de lutte contre les pogroms. De février à mars 1918, il est membre du Comité pour la défense révolutionnaire de Pétrograd. À partir de 1918, il est directeur des affaires du Conseil des Commissaires du Peuple. Il prend part à la nationalisation des banques, au décret sur la Terreur rouge et organise le déménagement du gouvernement soviétique à Moscou en mars 1918.
En mars 1918, il devient vice-président du Conseil des facultés de médecine. En 1919, il est nommé président du Comité pour la construction de postes sanitaires dans les gares de Moscou et du Comité spécial pour la restauration de l'approvisionnement en eau et l'assainissement de Moscou. En 1918, il est élu membre à part entière de l'Académie socialiste des sciences sociales.
Après la mort de Lénine, il se consacre au travail scientifique. Il rédige des ouvrages sur l'histoire du mouvement révolutionnaire en Russie, l'histoire de la religion et de l'athéisme, le sectarisme, l'ethnographie et la littérature. Entre 1920 et 1929, il organise des fermes d'État expérimentales,.
De 1933 à 1945, il est premier directeur du Musée littéraire national à Moscou et achète les archives littéraires de Mikhaïl Kouzmine. Entre 1945 et 1955, il est directeur du Musée de l'histoire de la religion et de l'athéisme de l'Académie des sciences de l'URSS à Léningrad,.
Il meurt le 14 juillet 1955  à Moscou. Il est inhumé au cimetière de Novodevitchi.
L'astéroïde (12657) Bonch-Bruevich fut ainsi nommé en son honneur.

## Famille
- Frère, Mikhail Bontch-Brouïevitch (1870-1956)[9]
- Marié à Vera Velitchkina (1868-1918)